# Alfons II van Napels
Alfons II van Napels, ook Alfons II van Aragon genoemd (Napels, 4 november 1448 — Messina, 18 december 1495) was koning van Napels, namelijk van 1494 tot 1495. Tevoren droeg hij als troonopvolger de titel van hertog van Calabrië onder het koningschap van zijn vader. Hij verwierf langs moederszijde de titels van prins van vorstendom Tarente en titulair koning van Jeruzalem. 

## Levensloop
Hij behoorde tot het vorstenhuis van Trastamara, dat afkomstig was van het koninkrijk Aragon. Ook andere edelen in Napels waren toen afkomstig van Aragon. Zijn vader was Ferdinand I van Napels, bijgenaamd Ferrante, en zijn moeder was Isabella van Tarente, bijgenaamd Isabella van Clermont. Alfonso bleef steeds een trouwe bondgenoot van zijn Aragonese neef, Ferdinand de Katholieke, koning van Aragon en het nabije Sicilië. Terwijl zijn vader koning Ferdinand I dement werd, zette kroonprins Alfonso het terreurbewind van zijn vader voort in Napels. Alfonso sloeg goederen aan, smeet tegenstanders in de gevangenis of stuurde hen in ballingschap. Hij was ook erg bijgelovig.
In 1465 werd in Napels met veel praal het huwelijk gesloten tussen hem en Ippolita Maria van de machtige familie Sforza. De Spaanse "inwijkeling" Alfonso leek ingeburgerd in de Italiaanse vorstendommen. Dit was schijn. In Noord-Italië bleek snel dat Alfonso zich in een wespennest had gestoken. Alfonso werd meegesleurd in intriges van zijn schoonfamilie Sforza in Milaan. Napels geraakte in oorlog met het hertogdom Florence en de republiek Venetië. Hij moest zich verzoenen met paus Sixtus IV en, later, om de ruzie met paus Alexander VI Borgia bij te leggen, huwelijkte hij zijn buitenechtelijke dochter Sancha (1478-1506), dochter van zijn minnares Trogia Gazzella, uit met Jofre Borgia, zoon van de paus. Ook de Turkse vloot kwam even dreigen in Calabrië. De grootste bedreiging voor Napels waren evenwel de snel oprukkende Franse legers van koning Karel VIII, tijdens de Italiaanse oorlog die raasde door Noord- en Midden-Italië. De Franse koning Karel VIII had zijn zinnen gezet op de koningstitels van Napels en van Jeruzalem.
In deze omstandigheden besteeg Alfonso officieel de troon van Napels in 1494, na de dood van zijn vader Ferdinand I. Met de Franse troepen aan de poorten van Napels, deed Alfonso troonsafstand voor zijn zoon Ferdinand II en sloeg op de vlucht. Alfonso stierf in Messina in 1495.  

## Huwelijk en kinderen
Alfons en Ippolita Maria Sforza hadden drie kinderen:
- Ferdinand (1469–1496), huwde met Johanna van Napels (1479–1518), dochter van Ferdinand I
- Isabella van Napels (1470-1524), huwde met haar volle neef Gian Galeazzo Sforza (1495–1558)
- Piero (1472-1491)

Hij had twee onwettige kinderen van zijn maîtresse en latere echtgenote Trogia Gazzella:
- Sancha van Aragon (1478-1506), die trouwde met Goffredo Borgia ;
- Alfonso van Aragon (1481-1500), prins van Salerno, hertog van Bisceglie en tweede echtgenoot van Lucrezia Borgia.

## Trivia
Het personage van Alfons II van Napels komt voor in de televisieserie The Borgias, gespeeld door Augustus Prew.